# MRPS7
MRPS7 (англ. Mitochondrial ribosomal protein S7) – білок, який кодується однойменним геном, розташованим у людей на короткому плечі 17-ї хромосоми. Довжина поліпептидного ланцюга білка становить 242 амінокислот, а молекулярна маса — 28 134.
| 10         |  | 20         |  | 30         |  | 40         |  | 50         |
| ---------- |  | ---------- |  | ---------- |  | ---------- |  | ---------- |
| MAAPAVKVAR |  | GWSGLALGVR |  | RAVLQLPGLT |  | QVRWSRYSPE |  | FKDPLIDKEY |
| YRKPVEELTE |  | EEKYVRELKK |  | TQLIKAAPAG |  | KTSSVFEDPV |  | ISKFTNMMMI |
| GGNKVLARSL |  | MIQTLEAVKR |  | KQFEKYHAAS |  | AEEQATIERN |  | PYTIFHQALK |
| NCEPMIGLVP |  | ILKGGRFYQV |  | PVPLPDRRRR |  | FLAMKWMITE |  | CRDKKHQRTL |
| MPEKLSHKLL |  | EAFHNQGPVI |  | KRKHDLHKMA |  | EANRALAHYR |  | WW         |

A: Аланін

C: Цистеїн

D: Аспарагінова кислота

E: Глутамінова кислота

F: Фенілаланін

G: Гліцин

H: Гістидин

I: Ізолейцин

K: Лізин

L: Лейцин

M: Метіонін

N: Аспарагін

P: Пролін

Q: Глутамін

R: Аргінін

S: Серин

T: Треонін

V: Валін

W: Триптофан

Кодований геном білок за функціями належить до рибонуклеопротеїнів, рибосомних білків. 
Задіяний у такому біологічному процесі, як ацетилювання. 
Локалізований у мітохондрії.